# Franco Amurri
Pour les articles homonymes, voir Amurri.
Franco Amurri (né le 12 septembre 1958 à Rome) est un réalisateur italien.

## Biographie
Franco Amurri est le père de l'actrice Eva Amurri qu'il a eue avec l'actrice Susan Sarandon.

## Filmographie
- 1986 : Il ragazzo del Pony Express (it)
- 1987 : Da grande
- 1990 : Flashback
- 1994 : Mon ami Dodger (Monkey Trouble)
- 2001 : Amici ahrarara (it)
- 2005 : Et si le père Noël... (it) (Il mio amico Babbo Natale) (téléfilm)
- 2007 : Due imbroglioni e mezzo (it) (téléfilm)
- 2010 : Due imbroglioni e mezzo (it) (mini-série)